# Nenzel (Nebraska)
Nenzel es una villa ubicada en el condado de Cherry en el estado estadounidense de Nebraska. En el Censo de 2010 tenía una población de 20 habitantes y una densidad poblacional de 24,83 personas por km².

## Geografía
Nenzel se encuentra ubicada en las coordenadas 42°55′39″N 101°6′7″O / 42.92750, -101.10194. Según la Oficina del Censo de los Estados Unidos, Nenzel tiene una superficie total de 0.81 km², de la cual 0.81 km² corresponden a tierra firme y (0%) 0 km² es agua.

## Demografía
Según el censo de 2010, había 20 personas residiendo en Nenzel. La densidad de población era de 24,83 hab./km². De los 20 habitantes, Nenzel estaba compuesto por el 75% blancos, el 0% eran afroamericanos, el 25% eran amerindios, el 0% eran asiáticos, el 0% eran isleños del Pacífico, el 0% eran de otras razas y el 0% pertenecían a dos o más razas. Del total de la población el 0% eran hispanos o latinos de cualquier raza.